# Marie Hortense Fiquet
Marie Hortense Fiquet (nacida el 22 de abril de 1850 en Saligney, Distrito de Dole, en el departamento de Jura - 1922) fue la compañera, más tarde esposa y musa, de Paul Cezanne, pintor posimpresionista del siglo XIX y principios del XX. 
Cuando el artista la conoció, ella trabajaba como librera. En 1870, Hortense viajó con Cézanne a L'Estaque, para evitar que fuera reclutado. Tuvieron un hijo llamado Paul en 1872. Después se trasladaron con su hijo a Auvers-sur-Oise. Durante años, la relación se ocultó al padre de Cézanne. No se casaron hasta el 28 de abril de 1886 en Aix-en-Provence. Las relaciones posteriores entre el artista y su mujer fueron difíciles, y con el tiempo ella se marchó a París. El hermano de Hortense tenía una casa desde la que se veía la montaña Sainte-Victoire en L'Estaque, monte que impresionó al artista y se convirtió en tema de numerosos cuadros de madurez. Las dificultades financieras hicieron que ella regresara a Provenza, pero permanecieron en habitaciones separadas. La diabetes del pintor, diagnosticada en 1890, provocó comportamientos que afectaron a su matrimonio. La muerte de la madre del pintor, en 1897, le permitió reconciliarse con su mujer, aunque su relación siguió siendo tormentosa. En 1902, hizo un borrador de testamento excluyendo a su esposa de su herencia y dejándoselo todo a su hijo. Aparentemente la relación estaba de nuevo rota; se dice que ella quemó los recuerdos de su madre.